# Mike Keneally
Mike Keneally, właśc. Michael Joseph Keneally (ur. 20 grudnia 1961 w Nowym Jorku) – amerykański muzyk, kompozytor i wokalista, multiinstrumentalista.
Znany przede wszystkim z występów w zespole Franka Zappy. W latach 1996–2002 nagrywał oraz koncertował wraz z gitarzystą Steve’em Vaiem, w 2007 roku jako muzyk koncertowy rozpoczął współpracę z formacją Dethklok, natomiast w 2010 roku z gitarzystą Joem Satrianim. W 1992 roku zapoczątkował solową działalność artystyczną.

## Wybrana dyskografia
- Dweezil Zappa – Confessions (1991, Food For Thought Records)[2]
- Mike Keneally – hat. (1992, Immune Records)[3]
- Mike Keneally & Beer For Dolphins – Sluggo! (1997, Exowax Recordings)[4]
- Mike Keneally – Nonkertompf (1999, Exowax Recordings)[5]
- Steve Vai – The Ultra Zone (1999, Epic)
- Mike Keneally & Beer For Dolphins – Dancing (2000, Exowax Recordings)[6]
- Mike Keneally & Metropole Orkest – Parallel Universe (2004, Exowax Recordings)[7]
- Mike Keneally – Wine And Pickles (2008, Exowax Recordings)[8]
- Mike Keneally & Marco Minnemann – Evidence Of Humanity (2010, Exowax Recordings)[9]
- Joe Satriani – Black Swans and Wormhole Wizards (2010, Epic)
- Mike Keneally – Wing Beat Fantastic (2012, Exowax Recordings)[10]
- Mike Keneally – You Must Be This Tall (2013, Exowax Recordings)[11]
- Joe Satriani – Unstoppable Momentum (2013, Epic)
- Mike Keneally & Beer For Dolphins – Live At Mama Kin (2013, Exowax Recordings)[12]
- Mike Keneally & Andy Partridge – Wing Beat Elastic: Remixes, Demos & Unheard Music (2013, Exowax Recordings)[13]

## Filmografia
- Morgan Agren's Conundrum: A Percussive Misadventure (2013, film dokumentalny, reżyseria: Carl Millard King)[14]